# Estadio Luis Rodríguez de Miguel
El estadio Luis Rodríguez de Miguel fue un estadio de fútbol, situado en la localidad madrileña de Leganés. En la actualidad, en la extensión del antiguo campo de fútbol se levanta desde 2006 la Plaza Mayor, que alberga viviendas y la casa consistorial, y que ocupa el área total del entonces estadio.

## Historia
El estadio acogió los partidos del equipo pepinero desde 1966 tras abandonar el Campo de la Plaza de Roma, recinto en el que jugaba el Club Deportivo Leganés desde 1929. Previamente, desde su fundación en 1928 el club blanquiazul disputaba sus partidos en unos terrenos del campo de tiro cedidos por los militares.

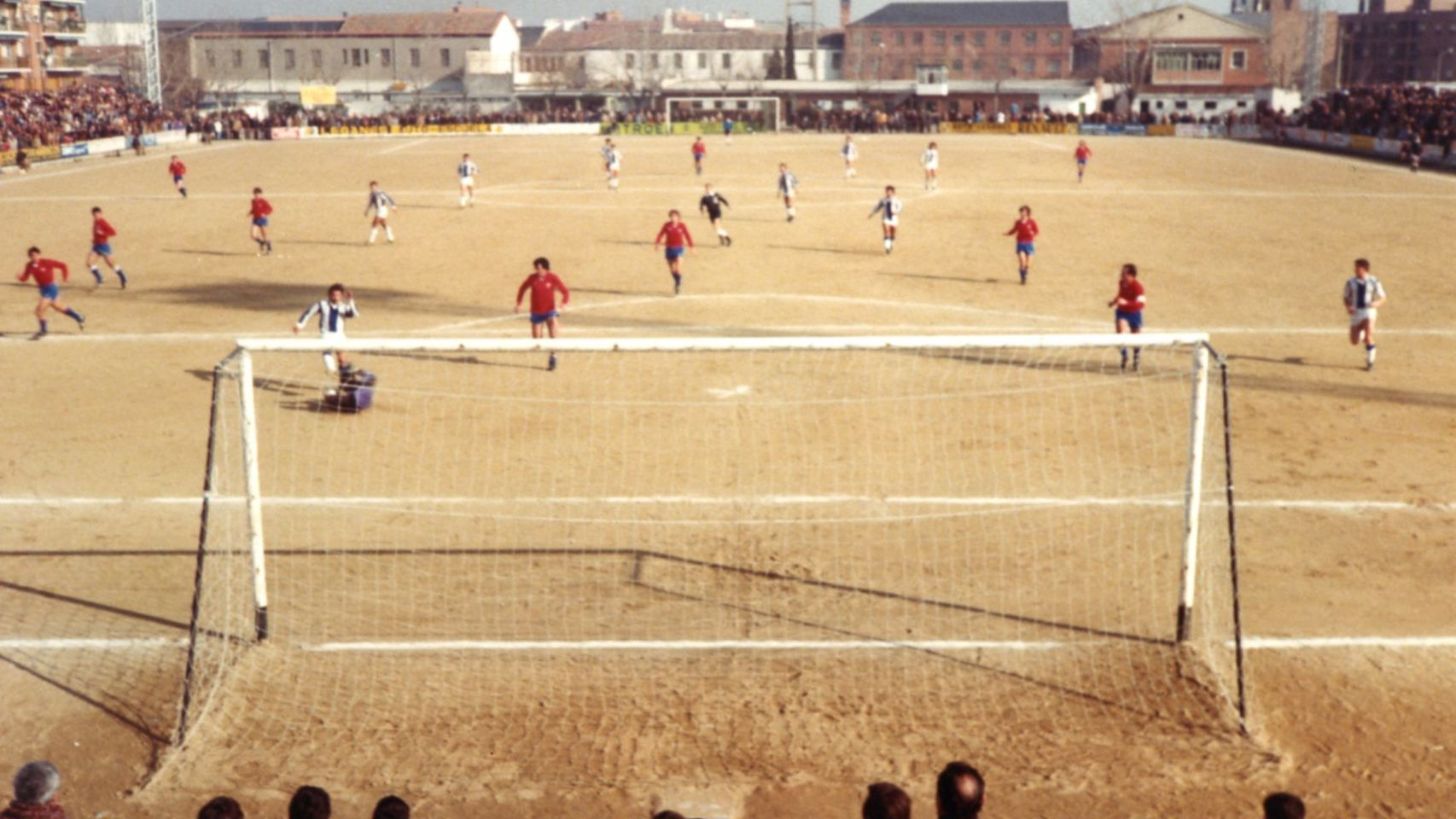
Partido disputado en el Luis Rodríguez de Miguel en los años setenta

En 1962 se seleccionaron los terrenos donde se ubicaría el nuevo campo de fútbol, "tierra en término de Leganés al pago El Vía Crucis, de dos hectáreas siete áreas catorce centiáreas. Linda: Norte con camino de Vía Crucis, Este olivar de José Mingo, Sur Eustasia del Val y Oeste camino que sale para Fuenlabrada". Dichos terrenos fueron cedidos por el Ministerio de Hacienda por el Consejo de Ministros en 1963 al Ayuntamiento de Leganés, decidiendo la corporación local por unanimidad dar al nuevo campo de fútbol el nombre de Luis Rodríguez de Miguel, como reconocimiento al entonces Subsecretario de Gobernación en su ayuda para construirlo. En su inauguración el 27 de abril de 1966 se celebró una misa de campaña, así como diferentes pruebas recreativas: ciclismo, saltos de altura, carreras, lanzamiento de peso, aeromodelismo, partidos de fútbol y de baloncesto. Ya en el año 1973 se construyó el graderío para el público.
Allí se jugaron los partidos desde las categorías regionales hasta los jugados en Segunda División con el ascenso del club pepinero en 1993. El 1 de febrero de 1998 se disputó el último partido, un C. D. Leganés 1:2 C. D. Ourense. La primera victoria en Segunda fue el 18 de diciembre de 1993 frente al Real Burgos C. F. por 3:0.
Desde 1998 el C. D. Leganés disputa sus partidos en el estadio municipal de Butarque.